# Émile Gaudard
Pour les articles homonymes, voir Gaudard.
Émile Gaudard, né le 6 décembre 1856 à Vevey et mort dans la même ville le 20 août 1941 , est un juriste et personnalité politique vaudois, membre du Parti radical-démocratique.

## Biographie
Fils de Jules-Jean, directeur de l'usine à gaz, et de Fanny Jeanne Chausse, il fait des études de droit à Lausanne et passe son brevet d'avocat en 1880. Son cabinet ouvert à Vevey, il exerce au barreau comme avocat d'affaires jusqu'en 1912.
Élu libéral au Conseil communal de Vevey en 1882, Émile Gaudard est député au Grand Conseil l'année suivante et membre de la Constituante de 1884. En 1885, il quitte le parti libéral qu'il juge trop conservateur pour rejoindre le parti radical. Il représente ce parti au Grand Conseil de 1893 à 1925, et préside le Conseil en 1896. En 1894, il remplace Eugène Ruffy au Conseil national (1894-1928). Entre 1912 et 1924, il préside le Parti radical du canton de Vaud et siège au comité national du parti. En 1925, Émile Gaudard est désigné pour remplacer Gustave Ador comme délégué de la Suisse à la Société des Nations.
Parallèlement à sa vie politique, Émile Gaudard est membre du comité de la Banque cantonale vaudoise (1912-1934), du conseil d'administration de la Banque nationale suisse (1906-1941) ainsi que de plusieurs compagnies ferroviaires, de sociétés hôtelières et financières. Il est aussi Abbé de la Confrérie des vignerons et, à ce titre, préside les Fêtes des vignerons de Vevey de 1905 et de 1927.

## Sources
- « Émile Gaudard », sur la base de données des personnalités vaudoises sur la plateforme « Patrinum » de la Bibliothèque cantonale et universitaire de Lausanne.
- Laurent Tissot, « Gaudard Émile » dans le Dictionnaire historique de la Suisse en ligne.
- Dossier ATS/ACV photo dans la Revue du 26.6.1925 ou 8.12.1926, ou Patrie Suisse du 1.6.1927
- Patrie suisse, (E. K.), 1919, no 659, p. 109-113